# سفتدانه
سفتدانه (به انگلیسی: papule) برآمدگی توپر سفت و کوچکی با حدود مشخص در پوست را گویند. این برآمدگی ممکن است همرنگ پوست باشد یا نباشد.
در برخی منابع تاکید شده است که سفت‌دانه قطری کمتر از یک (یا نیم) سانتیمتر دارد، ضایعات بزرگتر را لوحک plaque می‌نامند.
این ضایعه در بیماری‌های پوستی مختلفی دیده می‌شود مانند زگیل، آکنه، سیفلیس، لیکن پلان و کهیر.